# Carmel Bodel
Carmel Waterbury Bodel (* 11. August 1912 in Carmel-by-the-Sea; † 13. Oktober 2013 in Chico, Kalifornien, Vereinigte Staaten) war eine US-amerikanische Eiskunstläuferin, die im Eistanz startete.
Ihr Eistanzpartner war ihr acht Jahre jüngerer Ehemann Edward Bodel. Mit ihm nahm sie von 1952 bis 1957 an Weltmeisterschaften teil. Der größte Erfolg des Paares war der Gewinn der Bronzemedaille bei der Weltmeisterschaft 1954 in Oslo hinter den beiden britischen Eistanzpaaren Jean Westwood / Lawrence Demmy und Nesta Davies / Paul Thomas.

## Ergebnisse

### Eistanz
(mit Edward Bodel)
| Wettbewerb / Jahr                | 1946 | 1949 | 1951 | 1952 | 1953 | 1954 | 1955 | 1956 | 1957 |
| -------------------------------- | ---- | ---- | ---- | ---- | ---- | ---- | ---- | ---- | ---- |
| Weltmeisterschaften              |      |      |      | 4.   | 7.   | 3.   | 4.   | 6.   | 7.   |
| US-amerikanische Meisterschaften | 3.   | 3.   | 1.   | 3.   | 3.   | 1.   | 1.   | 2.   |      |